# قاديان
قاديان قرية تقع في شمال الهند في منطقة البنجاب وقد اشتهرت هذه القرية في القرن التاسع عشر بعد أن ظهر بها رجل اسمه ميرزا غلام أحمد الذي إدّعى أنه هو الإمام المهدي والمسيح الموعود.

## أعلام
- ميرزا ناصر أحمد
- غلام أحمد القادياني
- مرزا بشير الدين محمود
- ميرزا طاهر أحمد
- نور الدين القرشي